# Ų́
Ų́ (minuscule : ų́), appelé U accent aigu ogonek, est une lettre latine utilisée dans l’écriture du chipewyan, du lituanien, et du winnebago.
Il s’agit de la lettre U diacritée d’un accent aigu et d’un ogonek.

## Utilisation
En lituanien, le U ogonek ‹ Ų, ų › peut être combiné avec un accent aigu indiquant une syllabe tonique longue.

## Usage informatique
Le U accent aigu ogonek peut être représenté avec les caractères Unicode suivants : 
- précomposé et normalisé NFC (latin étendu A, diacritiques) :

| formes    | représentations | chaînes de caractères | points de code | descriptions                                             |
| --------- | --------------- | --------------------- | -------------- | -------------------------------------------------------- |
| capitale  | Ų́               | Ų◌́                    | U+0172 U+0301  | lettre majuscule latine u ogonek diacritique accent aigu |
| minuscule | ų́               | ų◌́                    | U+0173 U+0301  | lettre minuscule latine u ogonek diacritique accent aigu |

- décomposé et normalisé NFD (latin de base, diacritiques) :

| formes    | représentations | chaînes de caractères | points de code       | descriptions                                                         |
| --------- | --------------- | --------------------- | -------------------- | -------------------------------------------------------------------- |
| capitale  | Ų́               | U◌̨◌́                   | U+0055 U+0328 U+0301 | lettre majuscule latine u diacritique ogonek diacritique accent aigu |
| minuscule | ų́               | u◌̨◌́                   | U+0075 U+0328 U+0301 | lettre minuscule latine u diacritique ogonek diacritique accent aigu |